# 960 w literaturze
Wydarzenia literackie w 960 roku.

## Wydarzenia
- powstała Karta kapuańska, najstarszy zabytek języka włoskiego[1]